# Bærumsbanen
A/S Bærumsbanen var et norsk selskab, der drev sporvejen Lilleakerbanen og forstadsbanerne Kolsåsbanen og Østensjøbanen i Oslo fra 1924 til 1971, hvor selskabet blev en del af Oslo Sporveier.

## Historie
I 1924 blev Oslos to sporvejsselskaber, Kristiania Sporveisselskab og Kristiania Elektriske Sporvei, overtaget af det kommunalt ejede Oslo Sporveier. Oslo kommune var imidlertid ikke interesserede i også at overtage Skøyenlinjen, der var en forstadssporvej fra Skøyen til Lilleaker i nabokommunen Aker. I stedet blev ejeren reorganiseret som A/S Kristiania Elektriske Sporvei Bærumsbanen (KES-BB), et navn der dog blev ændret til A/S Bærumsbanen i 1935, efter at Oslo Sporveier havde købt 25 % af selskabet 1. oktober 1934.
Det nye selskab begyndte straks at forlænge Lilleakerbanen, først til Bekkestua og siden til Haslum, idet der samtidig etableredes en remise ved Avløs. Den sidste forlængelse af banen til Kolsås åbnede 1. januar 1930. 4. januar 1937 overtog Bærumsbanen driften af Østensjøbanen i det østlige Oslo, der ejedes af det kommunale Akersbanerne. Dette muliggjorde gennemgående drift fra Oppsal til Kolsås.
I 1938 fik selskabet tilladelse til at bygge en bane fra Jar til Sørbyhaugen på Røabanen, så togene kunne via denne til Fellestunnelen til Nationaltheatret og derved skaffe en hurtig forbindelse fra den ydre del af Kolsåsbanen til centrum. Den nye bane åbnede 15. juni 1942, og samtidig afkortede sporvejslinjen fra Oppsal til Jar. 1. oktober 1944 købte Oslo Sporveier hele selskabet, men de blev først endeligt fusioneret 1. juli 1971.